# Minicià
Minicià va ser bisbe de Segòvia aproximadament entre el 596 i el 610.
És el tercer bisbe documentat de la diòcesi, successor de Pere. Va assistir al concili provincial de la Cartaginense el 610, celebrat a Toledo per ordre del rei Gundemar, i on es van aprovar disposicions reconeixent la preeminència del bisbe metropolità de Toledo per sobre de la resta de seus diocesanes. Es posava fi al conflicte per intentar establir un nou bisbat metropolità a Cartagena. En tot cas, Enrique Flórez creu que Segòvia es va haver de postular a favor de Toledo, atès que quedava allunyat de Cartagena. Quan va acabar el concili va signar les actes de la reunió en tercer lloc. Com l'ordre dels signants determinava la seva antiguitat en el càrrec, es creu que hauria estat consagrat abans del 597.
Es desconeix l'any de la seva mort i el nom del successor. El següent bisbe documentat és Anseric, consagrat vers l'any 630.